# Tarphiablabus watti
Tarphiablabus watti es una especie de coleóptero de la familia Zopheridae.

## Distribución geográfica
Habita en Nueva Caledonia.